# قيمة المعرفة

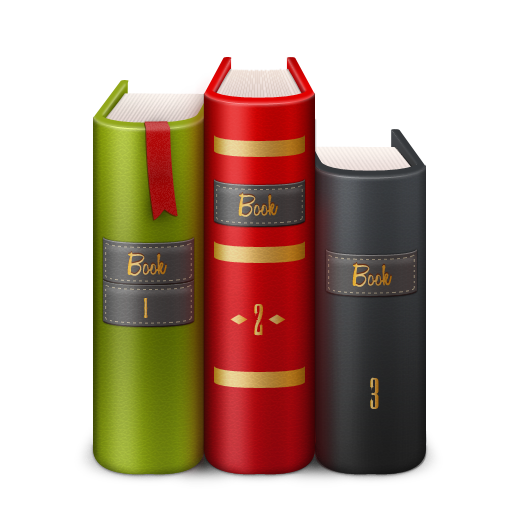
أيقونة الكتاب

الفكرة بأن المعرفة لها قيمة (بالإنجليزية: Knowledge value)‏ هي فكرة قديمة. ففي القرن الأول الميلادي، قال جوفينال (55-130) "الجميع يرغبون في المعرفة ولكن لا أحد يريد دفع الثمن". وفي عام 1775، كتب صموئيل جونسون: "جميع المعرفة بذاتها لها بعض القيمة".
في القرن التاسع عشر، قال كولريدج (1825): "قيمة المعرفة تتناسب مع قيمة موضوعها". وسأل أورباخ (1865): "ما هي قيمة كل معرفتنا؟" على الرغم من عدم تقديمه لأي إجابة. وتعبر نفس الأفكار بالفعل في مصطلح رأس المال الفكري أو المعرفة قوة [الإنجليزية] ،حيث تعتبر القوة قيمة بحد ذاتها.
فقط في نهاية القرن العشرين، اعتُرف بقيمة المعرفة في سياق الأعمال بشكل عام. وأصبحت هذه الفكرة بعد ذلك شيئًا من الموضة الإدارية، على الرغم من أن العديد من المؤلفين يشير إلى أن المبادئ الأساسية ستصبح ممارسة أساسية في الأعمال التجارية. ويفهم الآن أن المعرفة حول كيفية إنتاج المنتجات وتقديم الخدمات، بالإضافة إلى المعرفة المدمجة فيها، غالبًا ما تكون أكثر قيمة من المنتجات والخدمات أنفسها أو المواد التي تحتوي عليها. على الرغم من أن قياس قيمة المعرفة لا يزال يعتبر أمرًا صعبًا، فإن وصف تدفق المعرفة خلال سلاسل القيمة هو خطوة في الاتجاه الصحيح.
كان فايرستون أول من ربط المعرفة بالأعمال، عندما أشار إلى أن "الفكر، وليس المال، هو رأس المال الحقيقي للأعمال". واقترح ألفين توفلر (1990) أن المعرفة هي مضاعف للثروة والقوة، حيث تزيد من المتاح أو تقلل من الكمية المطلوبة لتحقيق هدف معين.
عند مقارنة قيمة المعرفة والمنتجات، يلاحظ أميدون (1997) أن المعرفة حول كيفية إنتاج المنتجات قد تكون أكثر قيمة من المنتجات أنفسها. بالمثل، يشير ليونارد إلى أن المنتجات هي تجسيدات فعلية للمعرفة وأن قيمتها تعتمد إلى حد كبير على قيمة المعرفة المضمنة فيها.
يلاحظ ديفيس (1999) أن شرائح الحاسوب في سيارة فاخرة تستحق أكثر من الفولاذ والبلاستيك والزجاج والمطاط. ومع ذلك، يشير ديفيس وبوتين (1994) إلى أن الوعي بقيمة المعرفة يتجاوز قدرة العديد من الشركات على استخلاصها من السلع والخدمات التي تحتوي عليها.
لم يتقدم الكثير في قياس قيمة المعرفة بعد، بل توصلنا فقط للوعي بأن الممارسات المحاسبية التقليدية قد تكون مضللة وتؤدي إلى اتخاذ قرارات أعمال خاطئة (مارتن، 1996). ويشير أميدون (1997) إلى أن التحول من الأصول الملموسة إلى الأصول غير الملموسة سيحدث ثورة في طريقة قياس المؤسسات، وأن هناك طريقة جديدة تمامًا لتقدير الثروة الاقتصادية.
سيمارد وآخرون (2007) وضعوا سلسلة قيمة المحتوى وصفت تدفق المحتوى خلال سلسلة من المراحل التي يتم فيها تغيير شكله وتزيد قيمته أو فائدته للمستخدمين بشكل ملحوظ في كل مرحلة: الأشياء، البيانات، المعلومات، المعرفة، والحكمة. كما وضعوا سلسلة قيمة خدمات المعرفة التي تصف تدفق خدمات المعرفة خلال سلسلة من المراحل، يتم فيها تضمين القيمة أو تعزيزها أو استخلاصها. والمراحل هي: التوليد، التحويل، الإدارة، الاستخدام داخلياً، النقل، إضافة القيمة، الاستخدام الاحترافي، لااستخدام الشخصي، والتقييم.

## مقالات ذات صلة
- محتوى (إعلام)
- المعرفة الضمنية
- اقتصاد المعرفة
- تنظيم المعرفة